# USS Gleaves (DD-423)
Эскадренный миноносец «Гливс» (англ. USS Gleaves (DD-423)) — американский эсминец типа Gleaves, головной в серии.
Заложен на верфи Bath Iron Works, Bath Me 16 мая 1938 года. Заводской номер: 177. Спущен 9 декабря 1939 года, вступил в строй 14 июня 1940 года. Выведен в резерв 8 мая 1946 года. Из ВМС США исключён 1 ноября 1969 года.
Продан 29 июня 1972 года фирме «Southern Scrap Materials Co. LTD.», Новый Орлеан и разобран на слом.